# Challenge Cup 2012-2013 (pallamano maschile)
La Challenge Cup 2012-2013 è stata la 20ª edizione del terzo torneo europeo, dopo la Champions League e la EHF Cup (fino all'edizione precedente era il 4º torneo in ordine di importanza ma con la fusione della Coppa delle Coppe nella EHF Cup è diventato il terzo), riservato alle squadre di club di pallamano maschile.

Esso è organizzato dall'European Handball Federation, la federazione europea di pallamano.

La competizione è iniziata il 12 ottobre 2012.

## Formula
Il formato del torneo prevede dei turni di qualificazione disputati mediante la formula dell'eliminazione diretta con incontri di andata e ritorno.

## Primo turno

### Gruppo A
|  | Pos. | Squadra                  | Pt | G | V | N | P | GF  | GS  | DR  |
|  | ---- | ------------------------ | -- | - | - | - | - | --- | --- | --- |
|  | 1.   | HC Initia Hasselt        | 6  | 3 | 3 | 0 | 0 | 100 | 65  | +35 |
|  | 2.   | Polva Serviti            | 4  | 3 | 2 | 0 | 1 | 74  | 63  | +11 |
|  | 3.   | OCI Nitrogen Lions       | 2  | 3 | 1 | 0 | 2 | 86  | 72  | +14 |
|  | 4.   | Mavrommatis Ayiou Pavlou | 0  | 3 | 0 | 0 | 3 | 50  | 110 | -60 |

| Põlva 12 ottobre 2012, ore 18.00 | OCI Notrogen-Lions | 19 – 22 | Pölva Serviti |  |

| Põlva 12 ottobre 2012, ore 20:30 | HC Initia Hasselt | 37 – 19 | Mavrommatis Ayiou Pavlou |  |

| Põlva 13 ottobre 2012, ore 15:30 | Mavrommatis Ayiou Pavlou | 20 – 39 | OCI Nitrogen-Lions |  |

| Põlva 13 ottobre 2012, ore 18:00 | Polva Serviti | 18 – 33 | HC Initia Hasselt |  |

| Põlva 14 ottobre 2012, ore 11:30 | OCI Nitrogen Lions | 28 – 30 | HC Initia Hasselt |  |

| Põlva 14 ottobre 2012, ore 14:00 | Polva Serviti | 34 – 11 | Mavrommatis Ayiou Pavlou |  |

### Gruppo B
|  | Pos. | Squadra           | Pt | G | V | N | P | GF  | GS  | DR  |
|  | ---- | ----------------- | -- | - | - | - | - | --- | --- | --- |
|  | 1.   | Klaipeda Dragunas | 6  | 3 | 3 | 0 | 0 | 105 | 69  | +36 |
|  | 2.   | SPE Strovolos     | 4  | 3 | 2 | 0 | 1 | 89  | 69  | +20 |
|  | 3.   | Olimpus 85 USEFS  | 2  | 3 | 1 | 0 | 2 | 87  | 74  | +13 |
|  | 4.   | Ruislip Eagles    | 0  | 3 | 0 | 0 | 3 | 59  | 128 | -69 |

| Chișinău 12 ottobre 2012 | Ruislip Eagles | 18 – 40 | Olimpus 85 USEFS |  |

| Chișinău 12 ottobre 2012 | Klaipeda Dragunas | 29 – 21 | SPE Strovolos |  |

| Chișinău 13 ottobre 2012 | SPE Strovolos | 41 – 17 | Ruislip Eagles |  |

| Chișinău 13 ottobre 2012 | Olimpus 85 USEFS | 24 – 29 | Klaipeda Dragunas |  |

| Chișinău 14 ottobre 2012 | Ruislip Eagles | 24 – 47 | Klaipeda Dragunas |  |

| Chișinău 14 ottobre 2012 | Olimpus 85 USEFS | 23 – 27 | SPE Strovolos |  |

## Secondo turno
| Squadra 1                          | Squadra 2               | Andata                       | Ritorno                            | Totale  |
| ---------------------------------- | ----------------------- | ---------------------------- | ---------------------------------- | ------- |
| Maccabi Tel Aviv                   | SPE Strovolos           | Nicosia, 15 dicembre 2012    | Nicosia, 16 dicembre 2012          | 48 - 57 |
| Maccabi Tel Aviv                   | SPE Strovolos           | 26 - 25                      | 22 - 32                            | 48 - 57 |
| Pölva Serviti                      | SKA Minsk               | Pölva, 24 novembre 2012      | Minsk, 1º dicembre 2012            | 56 - 73 |
| Pölva Serviti                      | SKA Minsk               | 32 - 37                      | 24 - 36                            | 56 - 73 |
| HC Izvidac                         | Maliye Milli Piyango SK | Ljubuški, 24 novembre 2012   | Ankara, 2 dicembre 2012            | 57 - 55 |
| HC Izvidac                         | Maliye Milli Piyango SK | 30 - 25                      | 27 - 30                            | 57 - 55 |
| RK Sutjeska                        | HC Initia Hasselt       | Hasselt, 24 novembre 2012    | Hasselt, 25 novembre 2012          | 34 - 53 |
| RK Sutjeska                        | HC Initia Hasselt       | 18 - 30                      | 16 - 23                            | 34 - 53 |
| KH Prishtina                       | Handball Esch           | Pristina, 24 novembre 2012   | Esch-sur-Alzette, 1º dicembre 2012 | 50 - 55 |
| KH Prishtina                       | Handball Esch           | 28 - 24                      | 22 - 31                            | 50 - 55 |
| Klaipeda Dragunas                  | ZTR Zaporižžja          | Klaipėda, 24 novembre 2012   | Zaporižžja, 1º dicembre 2012       | 51 - 51 |
| Klaipeda Dragunas                  | ZTR Zaporižžja          | 27 - 22                      | 24 - 29                            | 51 - 51 |
| BB Ankara Spor                     | HK Spartak Varna        | Ankara, 24 novembre 2012     | Ankara, 25 novembre 2012           | 59 - 38 |
| BB Ankara Spor                     | HK Spartak Varna        | 33 - 16                      | 26 - 22                            | 59 - 38 |
| Drammen HK                         | HC Portovik             | Drammen, 24 novembre 2012    | Odessa, 1º dicembre 2012           | 60 - 54 |
| Drammen HK                         | HC Portovik             | 38 - 29                      | 22 - 25                            | 60 - 54 |
| RK Ovce Pole                       | IL Runar                | Sandefjord, 27 novembre 2012 | Sandefjord, 27 novembre 2012       | 0 - 20  |
| RK Ovce Pole                       | IL Runar                | 0 - '10                      | 0 - 10                             | 0 - 20  |
| Rukometni Klub Radnicki Kragujevac | Pas Aeropos Edessas     | Kragujevac, 24 novembre 2012 | Edessa, 1º dicembre 2012           | 71 - 51 |
| Rukometni Klub Radnicki Kragujevac | Pas Aeropos Edessas     | 38 - 25                      | 33 - 26                            | 71 - 51 |

## Ottavi di finale
| Squadra 1         | Squadra 2                          | Andata                             | Ritorno                     | Totale  |
| ----------------- | ---------------------------------- | ---------------------------------- | --------------------------- | ------- |
| Drammen HK        | HC Izvidac                         | Drammen, 16 febbraio 2013          | Ljubuški, 23 febbraio 2013  | 75 - 42 |
| Drammen HK        | HC Izvidac                         | 41 - 20                            | 34 - 22                     | 75 - 42 |
| BB Ankara Spor    | AC Doukas                          | Ankara, 16 febbraio 2013           | Amarousio, 24 febbraio 2013 | 54 - 51 |
| BB Ankara Spor    | AC Doukas                          | 29 - 23                            | 25 - 28                     | 54 - 51 |
| Handball Esch     | RK Spartak Vojput                  | Esch-sur-Alzette, 17 febbraio 2013 | Subotica, 23 febbraio 2013  | 54 - 53 |
| Handball Esch     | RK Spartak Vojput                  | 34 - 26                            | 20 - 27                     | 54 - 53 |
| Klaipeda Dragunas | Rukometni Klub Radnicki Kragujevac | Klaipėda, 23 febbraio 2013         | Klaipėda, 24 febbraio 2013  | 53 - 55 |
| Klaipeda Dragunas | Rukometni Klub Radnicki Kragujevac | 30 - 28                            | 23 - 27                     | 53 - 55 |
| HC Initia Hasselt | KS Azoty-Pulawy                    | Hasselt, 17 febbraio 2013          | Puławy, 23 febbraio 2013    | 50 - 50 |
| HC Initia Hasselt | KS Azoty-Pulawy                    | 21 - 21                            | 29 - 29                     | 50 - 50 |
| IL Runar          | PAOK                               | Sandefjord, 16 febbraio 2013       | Salonicco, 23 febbraio 2013 | 68 - 57 |
| IL Runar          | PAOK                               | 36 - 26                            | 32 - 31                     | 68 - 57 |
| CSU Suceava       | SPE Strovolos                      | Suceava, 16 febbraio 2013          | Nicosia, 23 febbraio 2013   | 67 - 59 |
| CSU Suceava       | SPE Strovolos                      | 35 - 34                            | 32 - 25                     | 67 - 59 |
| SKA Minsk         | Handball Club Pressano             | Minsk, 16 febbraio 2013            | Lavis, 24 febbraio 2013     | 67 - 45 |
| SKA Minsk         | Handball Club Pressano             | 39 - 25                            | 28 - 20                     | 67 - 45 |

## Quarti di finale
| Squadra 1         | Squadra 2                          | Andata                 | Ritorno                         | Totale  |
| ----------------- | ---------------------------------- | ---------------------- | ------------------------------- | ------- |
| HC Initia Hasselt | Handball Esch                      | Hasselt, 17 marzo 2013 | Esch-sur-Alzette, 23 marzo 2013 | 53 - 56 |
| HC Initia Hasselt | Handball Esch                      | 26 - 28                | 27 - 28                         | 53 - 56 |
| BB Ankara Spor    | CSU Suceava                        | Ankara, 16 marzo 2013  | Suceava, 23 marzo 2013          | 60 - 66 |
| BB Ankara Spor    | CSU Suceava                        | 33 - 36                | 27 - 30                         | 60 - 66 |
| SKA Minsk         | Rukometni Klub Radnicki Kragujevac | Minsk, 22 marzo 2013   | Minsk, 23 marzo 2013            | 85 - 56 |
| SKA Minsk         | Rukometni Klub Radnicki Kragujevac | 42 - 29                | 43 - 27                         | 85 - 56 |
| Drammen HK        | IL Runar                           | Drammen, 16 marzo 2013 | Sandefjord, 23 marzo 2013       | 60 - 67 |
| Drammen HK        | IL Runar                           | 28 - 29                | 32 - 38                         | 60 - 67 |

## Semifinali
| Squadra 1   | Squadra 2     | Andata                     | Ritorno                          | Totale  |
| ----------- | ------------- | -------------------------- | -------------------------------- | ------- |
| IL Runar    | SKA Minsk     | Sandefjord, 20 aprile 2013 | Minsk, 28 aprile 2013            | 60 - 65 |
| IL Runar    | SKA Minsk     | 29 - 32                    | 31 - 33                          | 60 - 65 |
| CSU Suceava | Handball Esch | Suceava, 20 aprile 2013    | Esch-sur-Alzette, 27 aprile 2013 | 47 - 48 |
| CSU Suceava | Handball Esch | 23 - 21                    | 24 - 27                          | 47 - 48 |

## Finali
| Squadra 1     | Squadra 2 | Andata                           | Ritorno               | Totale  |
| ------------- | --------- | -------------------------------- | --------------------- | ------- |
| Handball Esch | SKA Minsk | Esch-sur-Alzette, 18 maggio 2013 | Minsk, 25 maggio 2013 | 50 - 63 |
| Handball Esch | SKA Minsk | 26 - 31                          | 24 - 32               | 50 - 63 |

## Campioni
| Vincitore della EHF Challenge Cup 2012-2013 |
| ------------------------------------------- |
| SKA Minsk 1º titolo                         |